# Rocafort (formatge)
El rocafort, conegut internacionalment amb el nom francès de roquefort, és un tipus de formatge blau  originari de França. És de coloració blanca amb unes característiques floridures blaves, textura cremosa i lleugerament humit. Penicillium roqueforti és el fong que li confereix les seves propietats organolèptiques específiques esmentades abans, com l'aroma i el gust intens i particular.
La llet utilitzada per produir el rocafort prové exclusivament d’ovelles de raça Lacaune. És originària de La Cauna, Lacaune en francès, ubicat al sud de França, dels departaments de Tarn i Aveiron. És la raça més criada del país amb una població de 800.000 ovelles. És l'única raça capaç d'adaptar-se a les condicions climàtiques, ja que hi ha fortes variacions de temperatura. Dona al voltant de 400L cada 3 mesos, sent la segona raça lletera més productiva del món però la primera en quantitat de greixos (0,19 g/L) i proteïnes (0,17 g/L).
Segons la llegenda, un pastor, sorprès per una tempesta, es va refugiar a una de les coves de Combalou, on va trobar un tros de formatge d’ovella florit per fongs que havia abandonat setmanes abans. Empès per la gana, va decidir menjar-lo tot i el seu aspecte poc atractiu, i va descobrir que estava molt bo. Així hauria començat la tradició d’elaborar aquest formatge únic en aquestes coves.

## Tradició i prestigi del rocafort
Fa aproximadament 200 milions d'anys, al Mont Combalou, es va esdevenir una convulsió, qual cosa va donar lloc a les coves de Combalou, on es va originar posteriorment el formatge rocafort. En aquestes coves s'acumula la humitat en les roques, a més què passen corrents d'aire a una temperatura constant, creant així un microclima ideal pels fongs que hi habiten i que faran possible el desenvolupament del rocafort.
L'elaboració del rocafort té més de 2.000 anys d'antiguitat. La primera documentació sobre el formatge rocafort va ser escrita per Eginhard, un historiador i ministre de la cort del rei dels francs Carles I el Gran, també conegut com Carlemany. Doncs, Eginhard narra que un dia, com que era dia d'abstinència de la carn i Carlemany tampoc tenia peix per menjar, aquest va visitar a un bisbe que li va oferir un formatge amb floridures. L'emperador va tastar aquest formatge tan peculiar. Li va agradar tant, que va demanar al bisbe que cada any enviés dues caixes d'aquest formatge al palau Aix-la-Chapelle.
Durant l'edat mitjana el rocafort s'havia convertit en un formatge molt reconegut. Un dels moments clau va tenir lloc el 4 de juny de 1411, quan Carles VI va concedir el monopoli per a la maduració del formatge a la gent de Ròcafòrt tal com havien estat fent durant segles.

Posteriorment, la seva popularitat va seguir creixent gràcies al suport de reis com Francesc I, Enric II, Lluís XIV i Lluís XV, els quals, a través de decrets i manuscrits, van protegir-ne la producció i van contribuir a reforçar la seva reputació. És per això que el rocafort va començar a ser conegut com "el formatge dels reis".

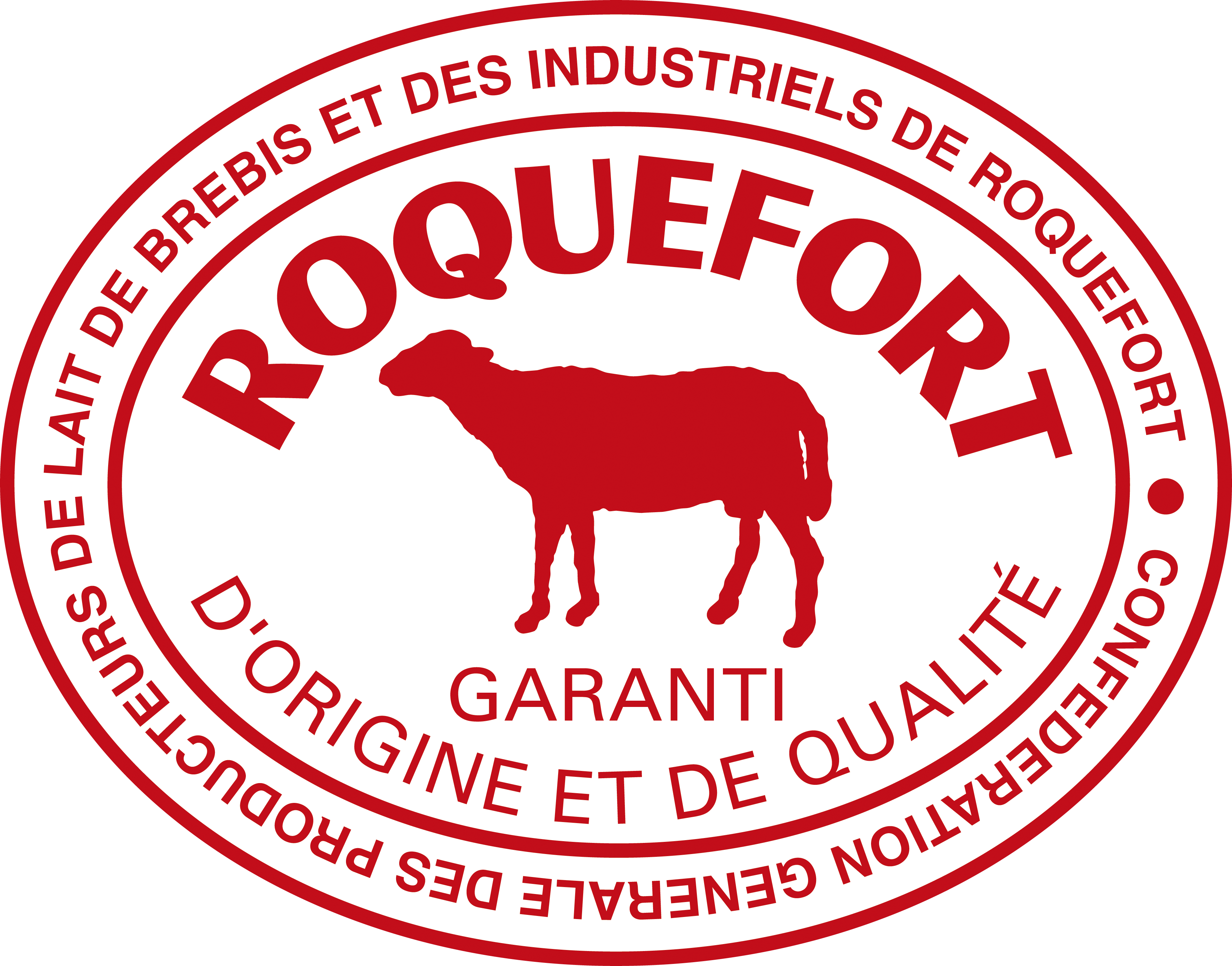
Segell AOP del rocafort

No va ser fins al 1919 que tant la seva elaboració com la regió en què té lloc aquesta, van ser protegides per la llei de Protecció del Lloc d'Origen. Al 26 de juliol 1925 aquests formatge va ser el primer a rebre l'Appellation d'origine contrôlée (AOC) de França, establint normes estrictes per regular-ne la producció i denominació.  Finalment, al 1961 el Tribunal de Grande Instance de Millau va decretar que només els formatges madurats a les coves naturals del Mont Combalou podien portar el nom de Roquefort. Aquesta decisió va eliminar les imitacions i va reafirmar l’autenticitat del formatge com un emblema de la tradició gastronòmica francesa.

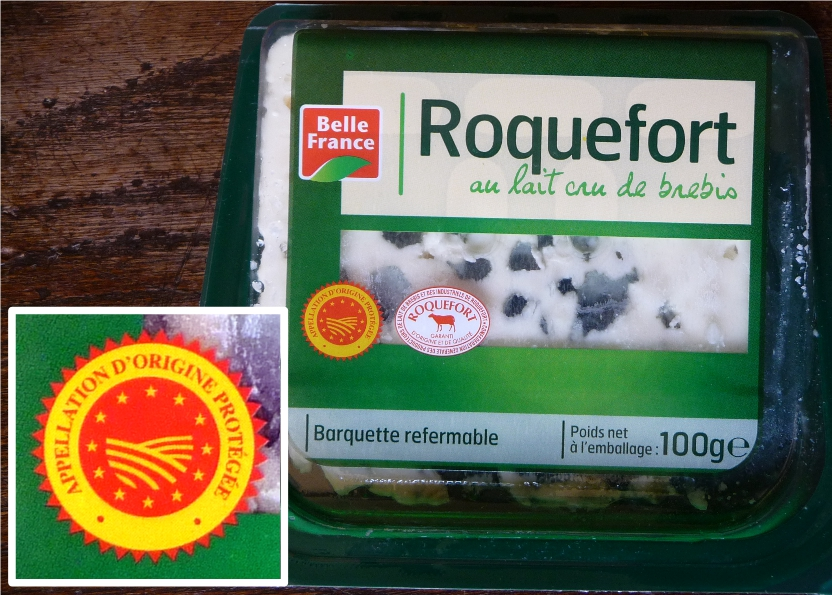
Segell de Denominació d'Origen del rocafort

Els requisits establerts per la Denominació d'Origen Protegida (DOP) del rocafort (equivalent a AOC pero a nivell europeu), exigeix que: la llet ha de provenir exclusivament del territori de Ròcafòrt i ha de ser obtinguda de les ovelles de raça Lacaune, alimentades amb pastures naturals. El procés de munyiment ha de realitzar-se entre els mesos de gener i juliol. El formatge ha de ser elaborat exclusivament amb llet crua, a la qual se li afegeix el fong P. roqueforti. La maduració del formatge ha de durar almenys 90 dies, i aquesta ha de tenir lloc a prop de les coves de Ròcafòrt. A més, el formatge ha de contenir al menys 52 grams de greix per cada 100 grams de formatge després de l'assecament complet, així com un contingut de matèria seca no inferior a 52 grams per cada 100 grams de formatge.
- AOC (Appellation d'Origine Contrôlée): Protegeix els productes dins de França.
- AOP (Appellation d'Origine Protégée): Protegeix els productes dins de la Unió Europea.
- DOP (Denominación de Origen Protegida): És similar a l'AOP, però s'utilitza sobretot a Espanya.

Territori limitat a la producció de rocafort per la DOP

### Llocs limitats a la producció del formatge.
Segons el Decret francés del 22 de gener de 2001 sobre la Denominació d'Origen Controlada del rocafort, la producció de la llet d'ovella i el formatge, estan limitats a la zona geogràfica definida pel departaments de Aude, Avairon, Gard, Tarn, Erau i Losera.
Aquest compromís amb la tradició i autenticitat ha permès al rocafort mantenir el seu gust únic i reconeixement mundial. Encara avui, es produeix sota condicions estrictament regulades que preserven tant les tècniques antigues com el gust intens i complex que el caracteritza, consolidant el rocafort com un emblema de la gastronomia francesa i un producte icònic arreu del món.

### La festa del formatge en Ròcafòrt
A França, el rocafort és un símbol culinari tradicional, expressant-se en la seva gran qualitat. És fins i tot considerat com a Patrimoni Cultural Inmaterial de la Humanitat per la UNESCO.
El compromís dels residents de Ròcafòrt d'elaborar aquest formatge de forma tan respectada i tradicional, com també les festes organitzades anualment en homanatje a aquest producte, deixa entendre de forma clara com n'és d'important per la seva cultura i gastronomia. Des de fa anys, la gent del poble de Ròcafòrt i rodalia es reuneix cada any a finals d’estiu per celebrar la producció del seu formatge blau tant famós.
Durant la festa del formatge en Ròcafòrt, es pot gaudir d'una sèrie d'activitats que celebren la tradició i la versatilitat d'aquest producte. Es poden assistir degustacions de diferents varietats de formatge Rocafort, acompanyades de vins locals que complementen els gustus. Per als més interessats en el procés d'elaboració, es fan tallers on els participants poden aprendre les tècniques de producció de formatge. A més, hi ha un mercat on els visitants poden comprar productes artesanals vinculats a la cultura local.
També hi ha espectacles musicals, xerrades i conferències expliquen la història i l'origen d'aquest formatge tan emblemàtic. Els concursos de formatge permeten que les famílies productores presentin els seus millors exemplars, competint per saber quin és el millor rocafort. Els concursos de maridatge desafien als participants a trobar la millor combinació possible per acompanyar el formatge, mentre que els concursos de cuina animen als cuiners locals a utilitzar el Rocafort com a ingredient principal per a crear plats innovadors que es presenten davant del públic.
Al mateix temps, és important per la gent del poble la producció sostenible del rocafort, aspecte que també es té en compte en la festivitat. Els productors locals destaquen pràctiques agrícoles d’elaboració de forma que no només es realitzi un formatge de bona qualitat, sinó que també es pugui preservar el medi ambient.

## Característiques nutricionals
El rocafort sol ser de forma cilíndrica i de per si no té escorça. El seu exterior és de color blanc, una mica humit i brillant. Respecte al seu interior, aquest és cremós, llis, fresc, tou i posseeix unes "venes" verd-blavoses molt visibles.
El rocafort és un formatge de pasta verda que sol pesar 2,5kg. Pel que fa a les seves propietats organolèptiques, destaca pel seu gust que es descriu com molt intens i complex: una combinació de notes salades, picants i lleugerament amargues, amb un toc a fruits secs, que s'intensifica amb la maduració. Les floridures aporten un gust discretament àcid i un aroma intens mentre que la llet d'ovella aporta una cremositat singular.
És un dels formatges amb un aroma més distintiu entre els blaus, amb una barreja de fragàncies de nous, fusta i minerals. La seva olor es considera un atribut important pels amants del formatge. Aquesta forta olor i gust, potser desagradable per algunes persones, però, en general, els grans tastadors d'aromes alimentaris ho qualifiquen com un gust exquisit. La seva textura és ferma i llisa i pot untar-se amb facilitat.
Totes aquestes característiques són degudes a llet crua d'ovella; aquesta aporta una riquesa i complexitat de gust que no es troba en altres, el fong P. roqueforti és el responsable del gust picant i amargant i últim però no menys important les condicions d'humitat i temperatures de coves naturals on madura. La cara nord de la muntanya ha sigut modelada pel vent durant mil·lennis, obrint grans fissures a la pedra. Això, juntament amb el microclima fred i humit, deixa circula una suau i estable brisa.

### Propietats nutricionals
| Nutrients       | Valor y unitats (per cada 100g) |
| --------------- | ------------------------------- |
| Sodi            | 1496 mg                         |
| Ferro           | 0,6 mg                          |
| Calci           | 662 mg                          |
| Magnesi         | 0 mg                            |
| Fòsfor          | 392 mg                          |
| Potassi         | 91 mg                           |
| Colesterol      | 90 mg                           |
| Vitamina A      | 0,31 mg                         |
| Vitamina B1     | 0,04 mg                         |
| Vitamina B2     | 0,59 mg                         |
| Vitamina B3     | 5,63 mg                         |
| Vitamina B12    | 0,01 mg                         |
| Vitamina C      | 0 mg                            |
| Calories        | 369,4 kcal                      |
| Proteïnes       | 21,5 g                          |
| Carbohidrats    | 2 g                             |
| Lípids          | 30,6 g                          |
| Lípids saturats | 18,94 g                         |
| Fibra           | 0 g                             |
| Aigua           | 39,38 g                         |

Pel que fa a les seves propietats nutricionals; és baix en calories, conté un nombre elevat de sodi, proteïnes, d'àcids grassos així què és important consumir-ho de forma moderada per evitar pujades descontrolades de colesterol cosa que és negatiu per la salut.
És una excel·lent font de fòsfor i calci, per la qual cosa el seu consum és beneficioso per a la salut dels ossos i les dents. A més, resulta favorable per a les persones amb nivells baixos de vitamina B3. També aporta vitamines A i B2, essencials per a la salut visual.
Cal destacar que té un contingut baix en lactosa, cosa que faci que sigui fàcilment digerit per la gent que pateix d'intolerància a lactosa.

## Procés de producció
La producció del formatge rocafort implica diversos passos curosos i específics que garanteixen la seva qualitat i les seves característiques úniques.
Comença amb la recollida de llet d'ovella de la raça Lacaune, seguida de la quallada amb un enzim natural i l'adicció de P. roqueforti per crear les distintives vetes blaves. Després, el formatge passa pel procés de salat i punció per controlar el creixement bacterià i afavorir la formació de les vetes. Finalment, es fa madurar en coves naturals, on el fong produeix les reaccions bioquímiques que li donen al formatge el seu sabor i aroma característic. Aquest procés pot durar entre 3 i 9 mesos, depenent de la varietat i el grau de maduresa desitjat. El seu període de degustació òptim és entre els mesos d'abril a octubre, després d'un afinat de cinc mesos.
Un formatge sencer de rocafort rep el nom de "pan". De mitjana es necessiten 13L de llet per elaborar un pan de 2,5-3kg i amb 100g de P. roqueforti és possible elaborar quatre tones de formatge.

### Recollida i preparació de la llet
El primer pas en la producció del rocafort és la recollida de llet d'ovella de la raça Lacaune. És fonamental que la llet no sigui pasteuritzada per conservar els microorganismes naturals, que són essencials per obtenir el sabor característic del formatge.

### Quallada
Un cop la llet està preparada en cubells en els quals en necessiten 4,5 litres per fer 1 kg, s'afegeix un enzim natural anomenat quall extret del tracte digestiu dels xais. Aquest enzim permet la separació de la llet en dues parts: la part sòlida (quallada) i la part líquida (sèrum). A continuació, s'obté  P. roqueforti de pa de sègol sec i deshidratat i aquest fong s'afegeix a la quallada, després d'aproximadament una hora, es talla la quallada en trossos petits. La quallada es col·loca en motlles perforats cilíndrics perquè el sèrum restant acabi de drenar correctament, acabant de formar la seva consistència.

### Salat
Quan la quallada ha drenant adequadament, es realitza el procés de salat. La sal es posa manualment sobre el formatge un dia després del drenat correctament, i aquesta etapa és fonamental per diversos motius. A més de proporcionar gust i ajudar en la formació de la petita crosta, el salat controla el creixement de microorganismes no desitjats durant la maduració.

### Punció
A continuació, es fa el pas més important en el procés de producció: la punció del formatge. Mitjançant agulles llargues, es perfora el formatge per permetre que l'oxigen entri. Això inicia el creixement de P. roqueforti, el fong responsable de les característiques vetes blaves que defineixen al rocafort.

### Maduració

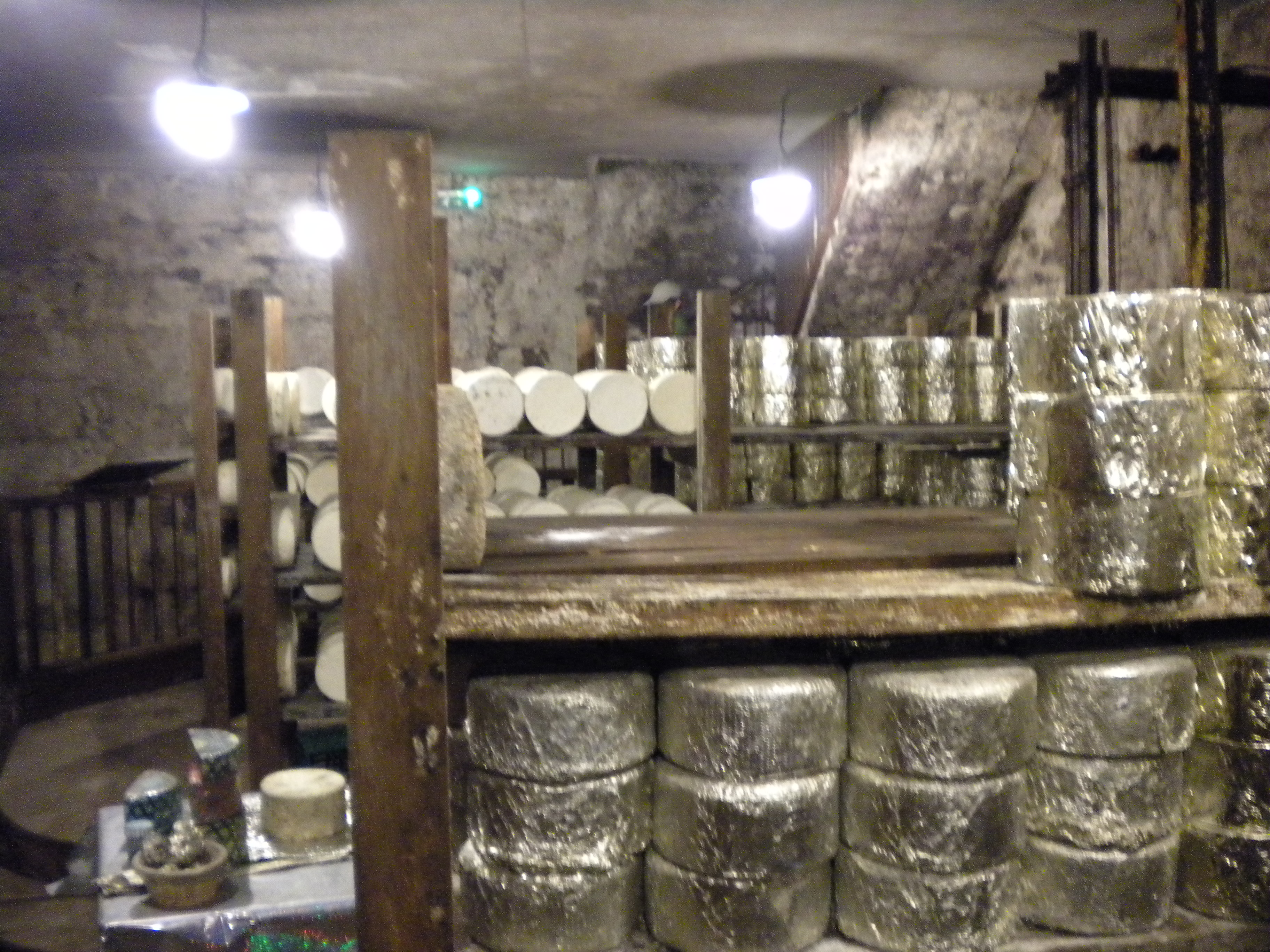
Coves de Combalou on madura el rocafort

El procés final és la maduració del formatge. El rocafort es fa madurar en coves naturals situades a la regió de Roquefort-sud-Soulzon. Aquestes coves tenen un ambient únic amb una humitat constant i temperatures baixes, entre 8º i 12º C, que són ideals per al desenvolupament del fong. A més, les fissures geològiques, anomenades "fleurines", permeten que els corrents d'aire distribueixin el fong de manera uniforme. Durant la maduració, el formatge pateix diverses reaccions bioquímiques per part de P. roqueforti. Són gràcies a aquestes reaccions el que li dona al rocafort les seves característiques peculiars com la seva olor, ja que el fong produeix enzims peptidasa que el que fan és degradar les proteïnes i lípids de la llet i es formen components aromàtics.

## Conservació del rocafort
Els formatges tous com el rocafort es recomana conservar-los en el seu envàs d’origen i dins la nevera. Encara que posi la data de caducitat a l’envàs, és recomanable menjar-s’ho com més aviat possible per gaudir millor de la seva frescor i gust, més què per evitar que envelleixin, ja que després d’uns dies, el formatge comença a perdre la seva cremositat, s’enfosqueixen i emanen una olor que s’assembla a l’amoníac.
Per aquest motiu, és aconsellable guardar-ho dins d’un recipient ben tancat per evitar que tingui contacte amb l’aire extern i consumir-ho en aproximadament 2-3 dies. A més, si per un cas es compra aquest aliment sense envàs, és aconsellable envolar-ho amb film plàstic i posar-ho a la nevera.
No obstant això, és possible conservar-ho al congelador sempre que el formatge encara estigui fresc. Es mantindrà amb la mateixa textura no més de 3 mesos.

## Microorganismes en la producció i alteració del formatge rocafort
El rocafort, com a qualsevol formatge, pot ser colonitzat per diversos microorganismes que no només alteren el sabor i la textura del producte, sinó que, en alguns casos, poden posar en risc la salut dels consumidors. Aquests microorganismes poden ser beneficos, millorant les propietats organolèptiques del formatge, o bé alterants i patògens, que poden afectar negativament la qualitat i seguretat alimentària. A continuació, descobrirem els diferents microorganismes que poden intervenir en el procés de producció, especificant en quins moments del procés és més probable que es manifestin.
El principal fong que forma part de la producció del rocafort és P. roqueforti. Va ser descrit per primer cop l'any 1906. Tanmateix, ha estat modificada diverses vegades: antigament hi existia el "grup P. roqueforti" que incloïa fongs amb característiques fenotípiques molt paregudes, difícils de distingir amb els mètodes tradicionals. A més, investigadors individuals feien descripcions de diverses soques, a les quals, se'ls designava un nom diferent. Aquest microorganisme es caracteritza per tenir la capacitat de créixer a elevats nivells de CO2 i produïr la micotoxina roquefortina C. El P. roqueforti també s'utilitza per fer altres formatges com el Bleu frances, Gorgonzola italià, el Stilton anglés, el Cabrales espanyol i altres formatges americans i danesos.
Els microorganismes beneficiosos en la producció de formatge juguen un paper clau en la millora de les seves propietats organolèptiques i en la textura del producte final. Entre aquests, trobem altres fongs com Penicillium spp., Mucor spp., Aspergillus spp., que durant la maduració metabolitzen el lactat a través de reaccions bioquímiques de lipòlisi i proteòlisi, la qual cosa millora el sabor i redueix l’acidesa del formatge. D'altra banda, els bacteris Lactobacillus spp., comuns en productes làctics com el iogurt, tenen la funció d'acidificar la llet i separar les proteïnes, formant coàguls grans que ajuden a aconseguir la textura desitjada del formatge fet que normalment estan presente en la quallada. Finalment, el bacteri Streptococcus thermophilus, que creix a temperatures elevades, és important durant etapes de producció inicials, ja que produeix exopolisacàrids que milloren la retenció d'aigua, augmentant el rendiment i la qualitat del formatge.
Els microorganismes alterants en el formatge poden afectar les seves propietats organolèptiques i la qualitat del producte final. Coliforms, que poden provenir de la llet crua, aigües residuals, estris contaminats o la mala higiene fent que si són present sigunin en la manipulació inicial o el procés de quallada. Metabolitzen la glucosa i produeixen compostos com CO2, H2, àcid acètic, àcid làctic i etanol, el que pot provocar que el formatge s'infli durant la seva elaboració. D’altra banda, els bacteris Pseudomonas spp.; poden ser present en la maduració, tenen lipases i proteases estables que són resistents a la pasteurització i poden degradar lípids i proteïnes com la caseïna, provocant gusts desagradables i amargs. També cal destacar la presència de bacteriòfags, virus que infecten bacteris i poden ser útils per controlar bacteris patògens, però també poden afectar bacteris beneficiosos per a les propietats del formatge. Finalment, els llevats durant el procés de salat poden dur a terme la fermentació alcohòlica, produint etanol, àcid acètic i CO2, i provocant que l’envàs s’infli, alterant la qualitat del formatge.

## Impacte econòmic i producció
Actualment, la producció de rocafort ronda les 18.000 tones anuals, fet que el converteix en el formatge blau amb més producció i popularitat dins de França. La producció de rocafort està concentrada en unes poques empreses, de les quals les més importants són Société des Caves de rocafort sent la productora més gran, produint un 60% del mercat, Papillon, Carles i altres empreses més petites.
La indústria del rocafort genera llocs de treball directes i indirectes a la regió de Roquefort-sur-Soulzon. La producció inclou la gestió de granges d'ovelles, la recollida de llet, el procés d'elaboració, el transport i la venda. S'estima que unes 2.000 famílies d'agricultors de la zona depenen de la producció de llet per al rocafort, amb uns 800 llocs de treball directament vinculats a la producció del formatge.
La demanda de llet de la raça Lacaune ha impulsat el desenvolupament de granges d'ovelles a la regió de l'Aveyron, on es troba Roquefort-sur-Soulzon. Aquesta activitat ramadera és una font clau d'ingressos per a moltes famílies, que mantenen mètodes tradicionals de pastura per complir amb els requisits de la DOP. Això contribueix a la sostenibilitat econòmica de la regió i evita el despoblament rural, ja que assegura feina en zones on altres indústries no són viables.

### Exportacions i mercat internacional
La majoria de les fàbriques es concentren a la zona de Roquefort-sur-Soulzon, on es troben les coves de maduració. La major part de la producció es destina al mercat nacional francès, però una part significativa s’exporta, un 20% a altres països, . Els mercats més importants són els països europeus com Alemanya, el Regne Unit i Espanya, així com els Estats Units, que té una gran demanda de formatge francès. A més, països asiàtics com el Japó estan mostrant un interès creixent pel rocafort, en part per la seva associació amb productes gurmet i la seva imatge de luxe.
El rocafort és un dels productes d'exportació més emblemàtics de França dins del sector alimentari. La seva imatge de luxe i autenticitat contribueix a millorar la percepció dels productes francesos a reu del món, associant-los amb la qualitat. Això afavoreix altres indústries de luxe franceses, com el vi i la moda, ja que el "Made in France" es veu beneficiat per la reputació d’alta qualitat.
Algunes destinacions per a l’exportació del rocafort han estat afectades per taxes d’importació, com les imposades als Estats Units en diferents èpoques per disputes comercials amb la Unió Europea. Això pot afectar temporalment les vendes a l'estranger i forçar les empreses a buscar nous mercats per compensar aquestes pèrdues.
El sector del rocafort contribueix de manera significativa als ingressos de França, ja que les empreses de producció i distribució generen impostos i taxes a través de la venda tant nacional com internacional. A més, les empreses productores es veuen incentivades per mantenir els seus estàndards de qualitat i innovar en la producció per preservar la seva competitivitat. La grandària del mercat del formatge rocafort es va valorar en 200 milions de dòlars en 2023 i s'espera que arribi a 282,4 milions de dòlars per a 2031, creixent a una taxa de creixement del 4,1% de 2024 a 2031.
El mercat del formatge rocafort està impulsat per diverses raons. En primer lloc, els entusiastes del formatge el consideren un formatge premium a causa de les seves distintives vetes blaves i el seu mètode de producció especial. En segon lloc, la demanda de formatge rocafort a tot el món està impulsada per la preferència dels consumidors per la cuina gurmet i especialitzada i les tendències gastronòmiques cap als aliments tradicionals i artesanals. A més, la seva vinculació amb la història culinaria francesa i la seva denominació DOP garanteix autenticitat i excel·lència, impulsant l'expansió del mercat.

### Innovacions i sostenibilitat
Tot i que la producció de rocafort es manté principalment tradicional, algunes empreses estan començant a implementar mesures innovadores per reduir l'impacte ambiental de la producció i millorar l'eficiència energètica de les coves i reduir el malbaratament alimentari. Això inclou la reducció de la petjada de carboni a través de l’ús d’energies renovables a les coves de maduració i la promoció de pràctiques ramaderes sostenibles que respecten els cicles naturals de les ovelles Lacaune. També es treballa en sistemes de traçabilitat per assegurar la qualitat i l’origen de la llet utilitzada en la producció.

## Diversitat del rocafort

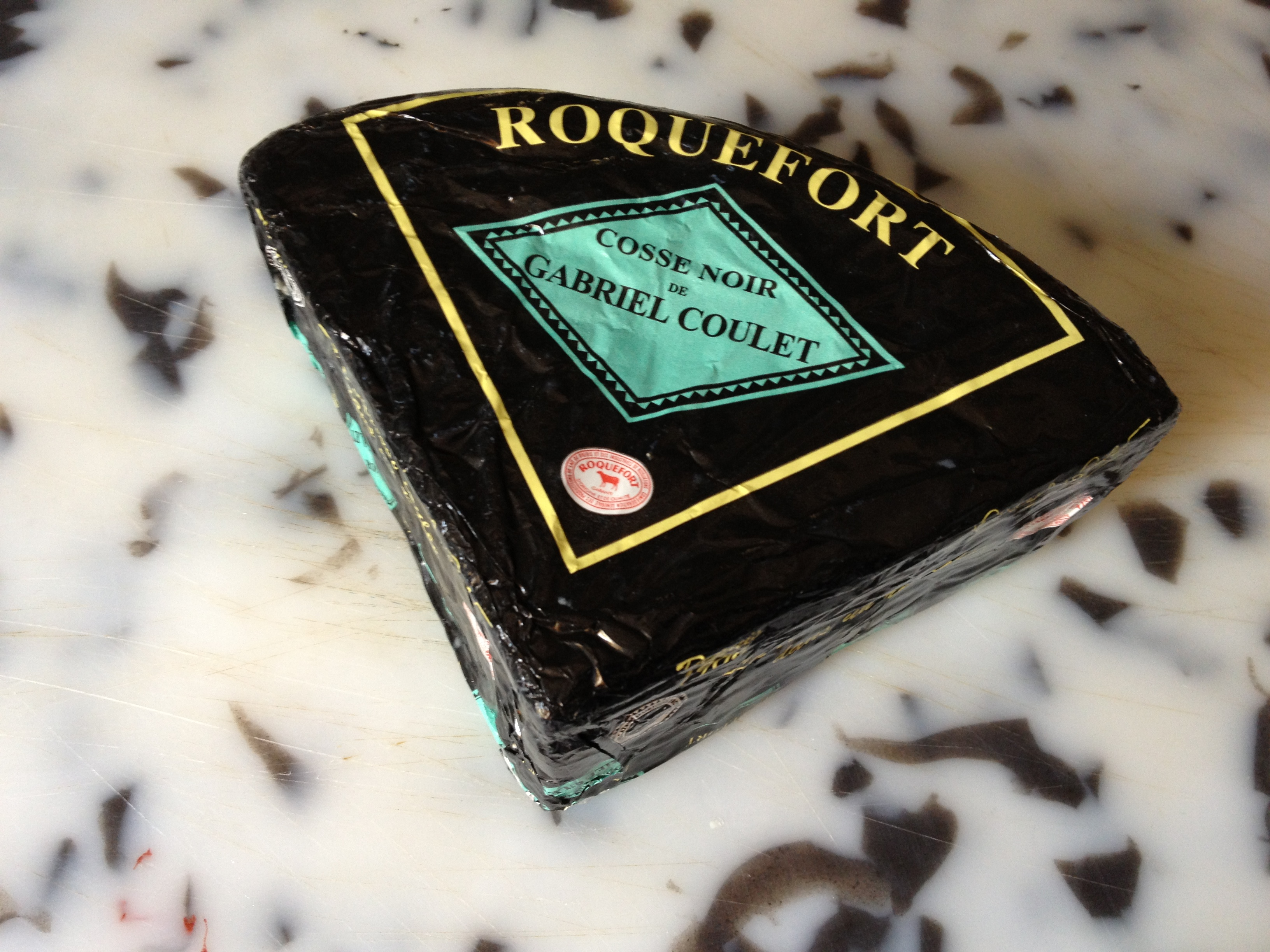
Formatge rocafort de la marca Gabriel Coulet

Encara que el rocafort no es pot dir que té varietats oficials com altres formatges, diverses formatgeries produeixen rocafort amb petites diferències que poden influir en el gust i la textura:
- Rocafort Société: Una de les marques més famoses, sent un dels més exportats, ja que presenten un gust intens i un perfil cremós.

- Rocafort Papillon: Aquesta marca produeix rocafort amb un gust equilibrat, amb una textura lleugerament més cremosa i un gust menys picant, ideal per a aquells que prefereixen un formatge blau més suau.
- Rocafort Gabriel Coulet: Aquests tipus de rocafort és descrit amb un gust lleugerament més dolç i amb una textura suau i menys friable.
- Rocafort Carles: Una marca més artesanal, amb un gust i textura més intensos i untuosos. Es tracta d’un rocafort de producció més limitada, sovint apreciat pels amants dels blaus més forts.

Existeix un fort compromís entre aquestes empreses i els productors locals, ja que, només així s'aconsegueix una matèria primera de qualitat i es garanteix la continuïtat a la regió. Tot i que aquestes marques poden tenir lleus variacions en el procés de maduració que pot afectar el gust final del formatge, totes compleixen els requisits de la DOP. Més de 200 productors locals; molts amb el segell "BIO", són els que permeten proveïment d'aquestes empreses.

## Combinacions ideals

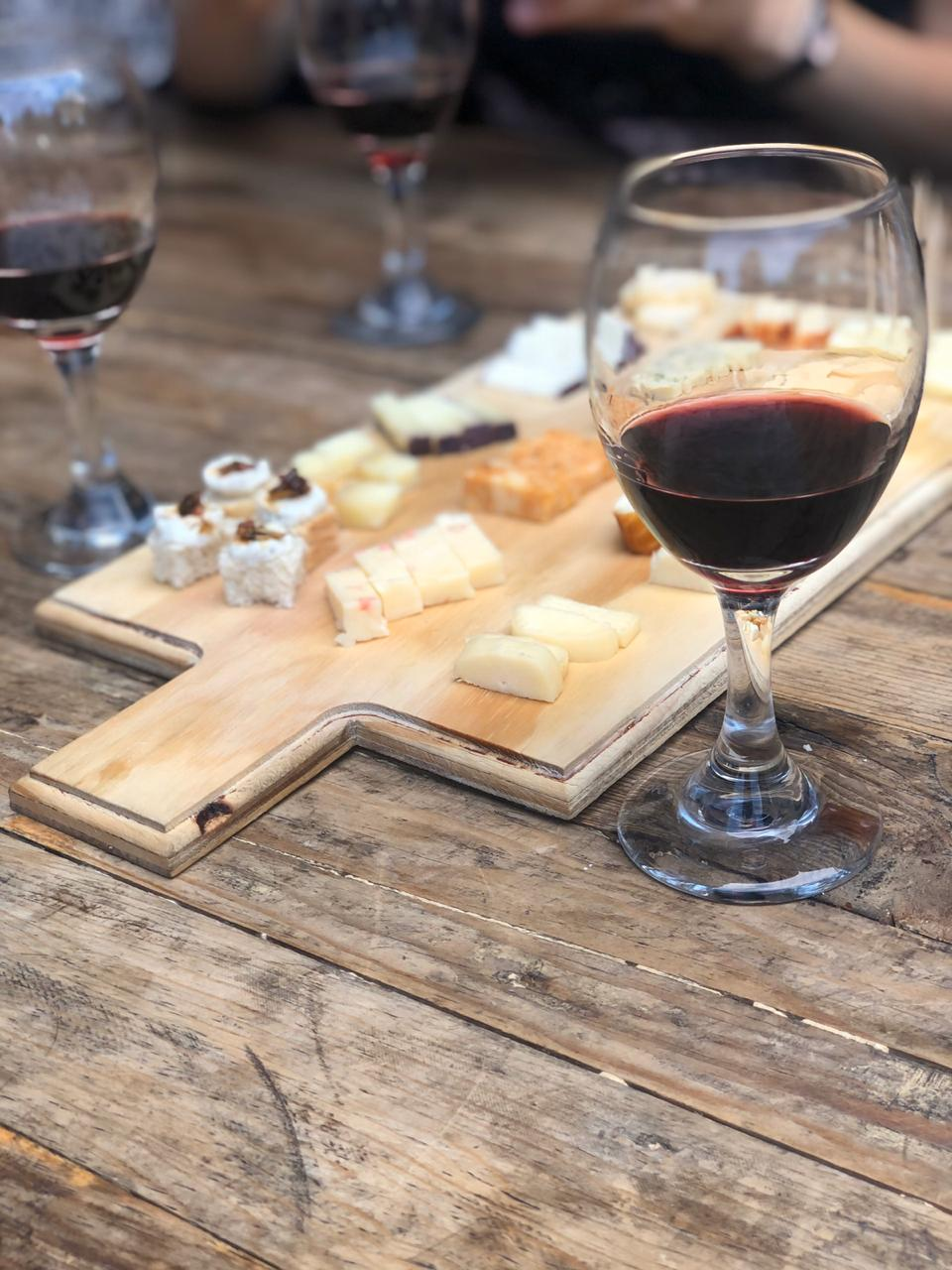
Taula de formatges amb vi negre

El Rocafort és un formatge que ofereix una gran versatilitat a l'hora de combinar-se amb una àmplia gamma d'altres aliments. Aquest formatge pot ser degustat amb diferents tipus de vins, com els vins negres i blancs, que complementen la seva intensitat i cremositat. També és una excel·lent opció per acompanyar fruites com el raïm, les peres, les pomes, els albercocs, les figues i els dàtils, aportant contrastos dolços que resalten el gust del formatge. Els fruits secs, com les nous, les nous de pacana i les ametlles, també es combinen bé amb el rocafort, aportant un toc cruixent. Els enciams frescos es poden utilitzar per crear amanides lleugeres que equilibrin la potència del formatge, mentre que el rocafort untat en pa constitueix un aperitiu simple però bo.

## Turisme del rocafort: empreses i coves
A Roquefort-sur-Saulzon existeixen set fabricants d'aquest formatge (Boutique Roquefort Carles, Roquefort Société, Maison Gabriel Culet, Papillon, Les Formageries Occitanes, Roquefort Le vieux Berger i Roquefort Vernières) i quatre coves visitables.

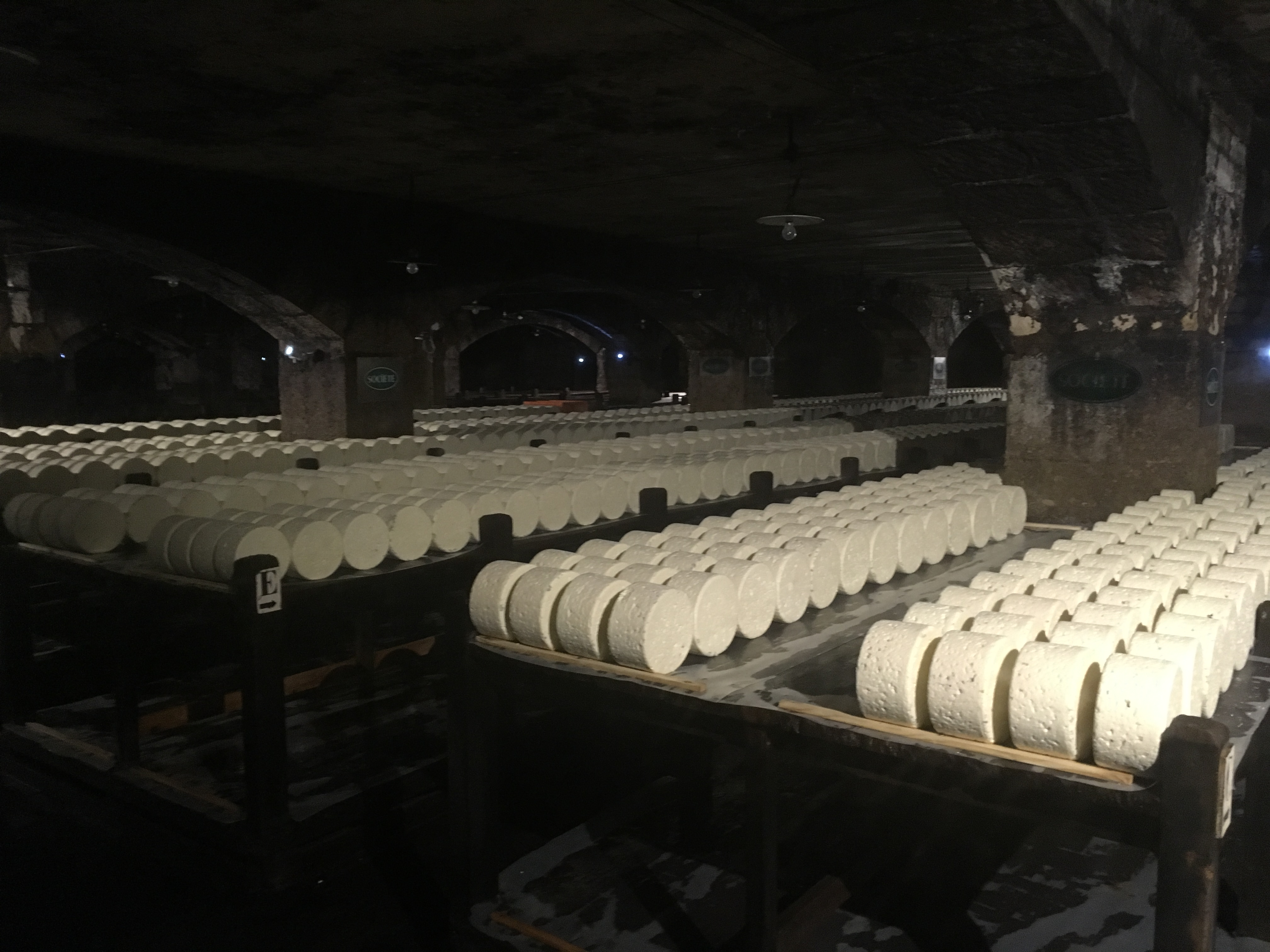
Típica bodega de coves on es madura el formatge rocafort

Roquefort Société: les coves són de meitat del segle XVII. És la més completa i concorreguda, amb 100.000 visitants a l'any, és un dels cinc llocs industrials més visitats de França. L'empresa que s'en fa càrrec, és la més antiga i gran, sent la productora del 60% del formatge.
Roquefort Papillon: fabriquen el seu propi pa de sèpten al seu forn de llenya des de fa més de 40 anys. Al setembre, durant una setmana, el Boulanger Papillon prepara més de 300 unitats de pa per garantir la producció de P. roqueforti. Estan carbonitzats per fora, però per dins tenen una miga húmida que es sembrarà amb la soca Penicillium roqueforti papillon.

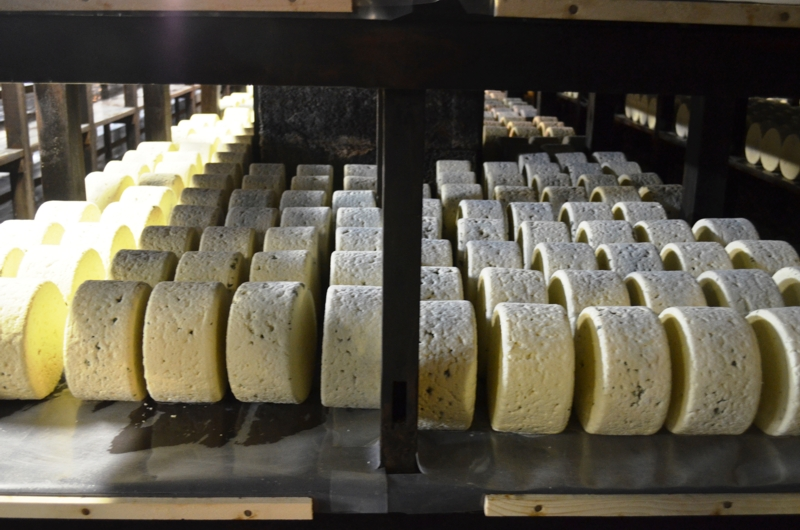
Rocafort madurat i preparat per a la venda

Maison Gabriel Culet: la visita comença amb una projecció sobre la producció del rocafort on s'explica el procés d'elaboració des de la recol·lecció de la llet fins a la maduració a les bodegues subterrànies, que es podran visitar després. També es tindrà l'opció de fer una cata de formatges amb pa i vins locals seleccionats per potenciar els gusts.
Yves Combes-Le vieux Berger: es tracta d'una empresa familiar de tres generacions. Tenen la etiqueta EPV (Entreprise du Patrimoine Vivant, el que es traduiria al català com "Companyia del Patrimoni Viu") des del 2012. Els moldejats es fan a mà.

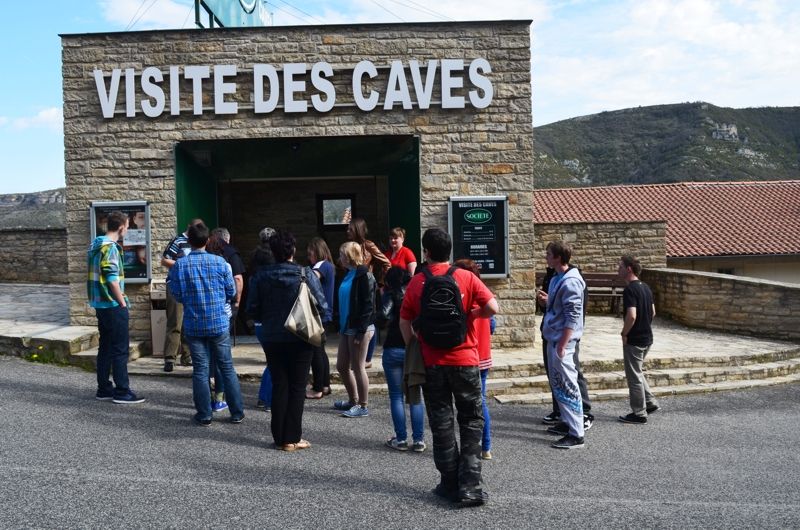
Entrada per visitar les coves on es deixa reposar el formatge

Totes aquestes coves són gratuites a excepció de la primera, que té un preu de 7,50€/adult, 4,50€/nens entre 7 i 15 anys i gratuït per als nens fins a 6 anys.
També és possible visitar les granjes on es crien les ovelles Laucane.

## Altres dades i curiositats

### Figura emblemàtica del rocafort Société
El representat del formatge rocafort i de la marca Société als anuncis publicitaris va ser Maurice Astruc, un mestre refinador que es va especialitzar a la refinació del formatge. Les seues característiques físiques, com el seu bigotí, van encaixar en la imatge que els publicistes volien donar-li al formatge. Es va jubilar al 2004 i va ser substituit per un altre renfinador més jove. Maurice Astruc va morir al 2012.

## Polèmica de la producció de rocafort
El 24 de juny de 2020, la indústria del formatge rocafort va ser objecte d'atac per part de l'associació de protecció dels animals, que va difondre un vídeo titulat "Rocafort: souffrance d'origini garantie", filmat a principis de 2020 en una granja d'ovelles i un escorxador prop de Rodez, a Avairon, en el qual es denunciaven les condicions d'engreixament i sacrifici de centenars de milers d'ovelles, els “subproductes” de la industria làctia vinculats a la producció de rocafort i, en particular, “el no atordiment dels animals abans de degollar-los i les vergonyoses condicions de cria, amb animals privats de cures”. La associació ha anunciat la presentació d'una denúncia per "abús greu" contra l'escorxador Arcadie Sud-Ouest, que, segons l'associació, ja havia estat assenyalat pels serveis veterinaris quatre anys abans per "incompliments importants" i demana "el tancament urgent de l'escorxador, que presenta greus problemes estructurals i pràctiques de sacrifici molt deficients".
També va instar la Confederació General de Productors de Llet d'Ovella i Fabricants de Rocafort a modificar el plec de condicions de la denominació d'origen rocafort per a "prohibir el confinament de xais durant tota la seva vida en naus tancades sense accés a les pastures“, petició desestimada pel seu president, el ramader Jérôme Faramond, qui va recordar que "els seus membres fabriquen formatge, no carn". No obstant això, la confederació va declarar que "si l'associació descobreix pràctiques inacceptables, la indústria del rocafort podrà prendre partit si és necessari".

## Actualitat dels formatges tous a França
Al març de 2024, França va alertar que algunes de les seves varietats de formatges més apreciades, com el camembert o el rocafort podrien estar a prop de la extinció. Aquest factor no es deu a cap amenaça externa, sinó al propi procés de fabricació d'aquests formatges, ha que estat industrialitzat per a millorar el seu rendiment i obtenir més benefici, al cost d'empobrir la riquesa genètica dels microorganismes utilitzats en la seva producció.
Antigament es fabricaben amb microorganismes natural com els mencionats anteriorment, que donaven una gran varietat de gusts i textures. Però des del final de la Segona Guerra Mundial, amb la producció a escala industrial, es van substituir gradualment per soques "domèstiques" i creades en laboratoris.

Els productes obtinguts artesanalment i els que s'han fabricat a partir de la industrialització és notable, i els experts en formatges detecten diferències notables en propietats com el gust o el color.

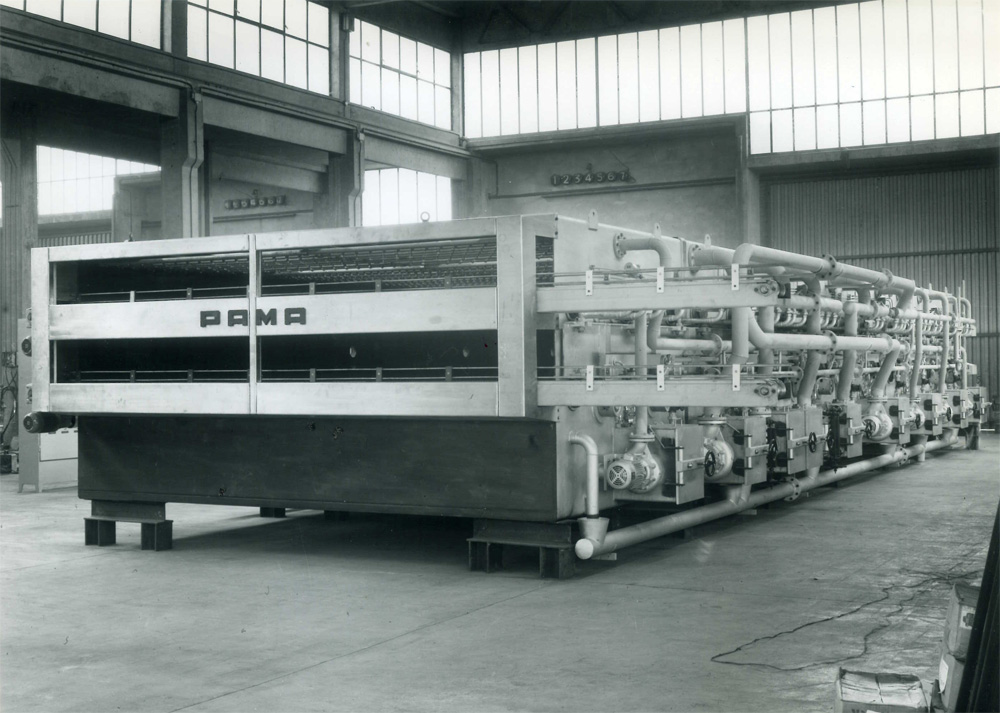
Pasteuritzador industrial italià dels anys 60

El problema actual que amenaça aquests formatges es deu precisament a aquest mètode de clonar els microorganismes necessaris per a la seva producció, ja que aquests han desenvolupat mutacions que afecten la seva capacitat per a produir espores i, per tant, són cada vegada més difícils de reproduir. Dins d'un temps, segons els experts, podria resultar impossible o poc viable econòmicament. Un altre problema és que els formatges de pasta tova, històricament, s'han fabricat amb llet crua, però a causa de les regulacions sanitàries, moltes empreses han començar a utilitzar llet pasteuritzada, afectant als microorganismes que intervenen en la fabricació.
Una possible solució és tornar a utilitzar microorganismes naturals en comptes dels cultivats al laboratori, fent que cada formatge sigui únic. D'igual manera, si s'utilitza llet sense pasteuritzar, com que el seu temps de conservació és menor, cal ajustar el ritme dels processos productius a la disponibilitat d'aquesta.

## Fotografies

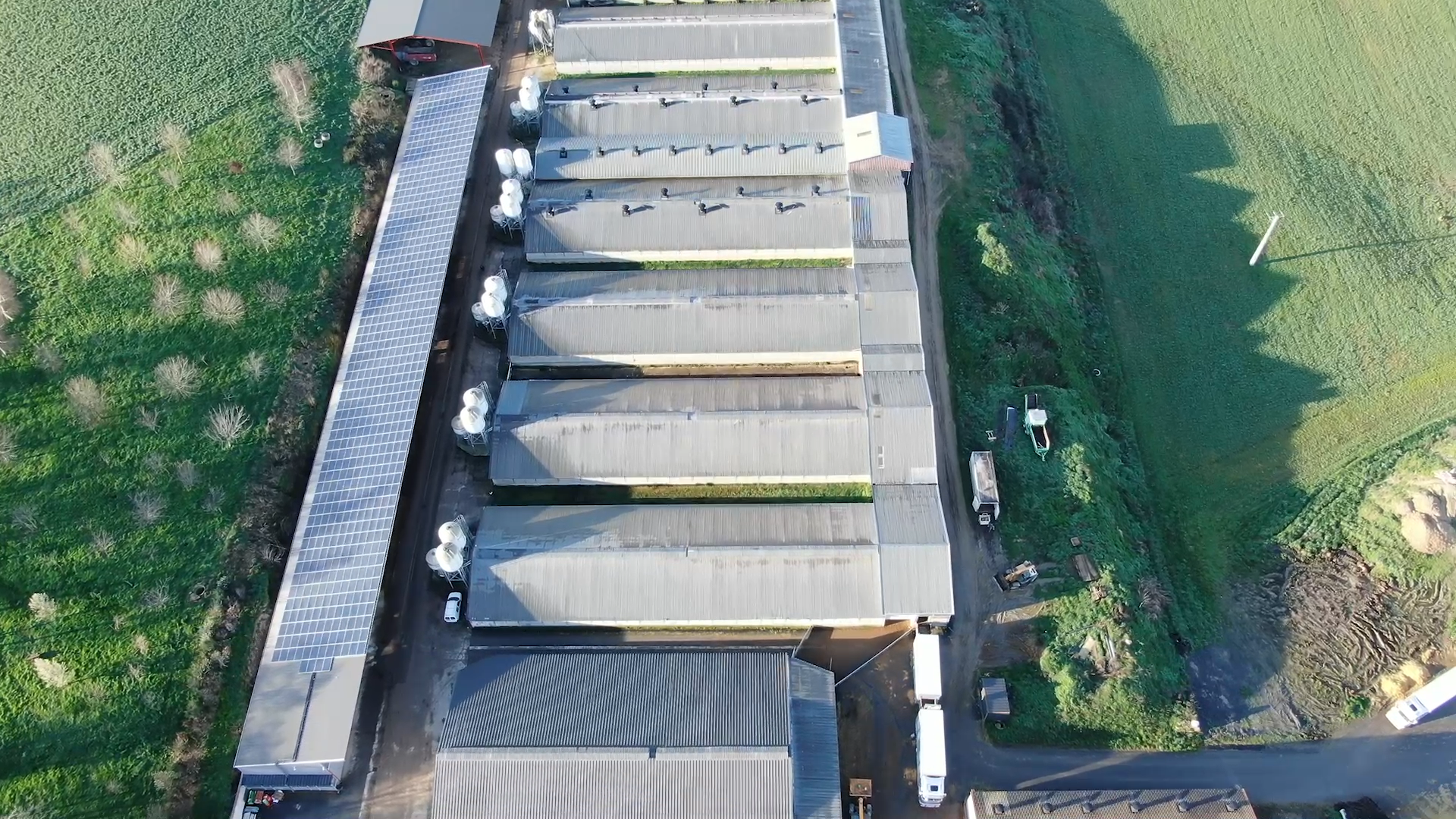
Una granja de rocafort al sud de França
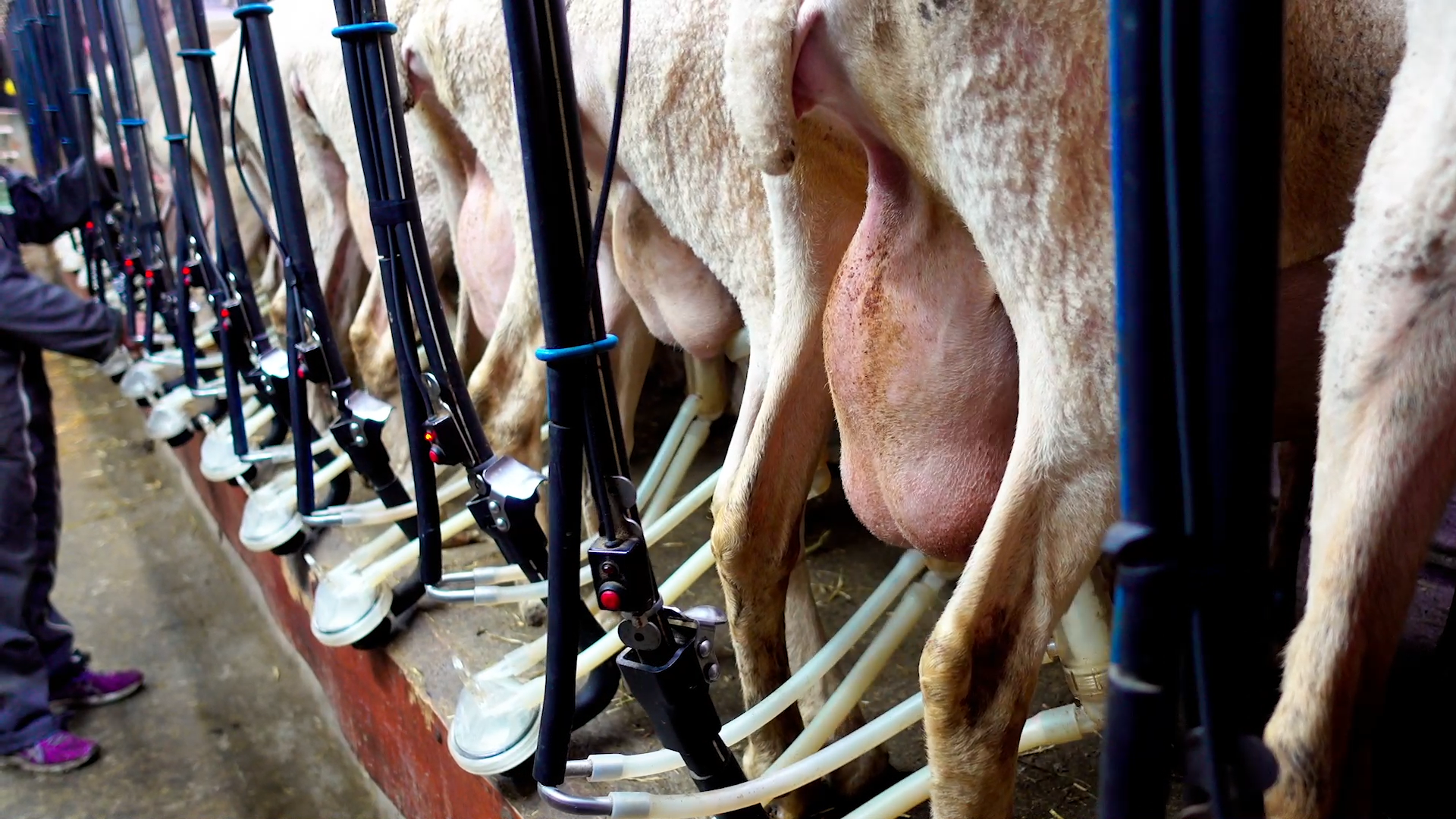
Una ovella sent munyida per la producció de rocafort